# Hugh Gene Loebner

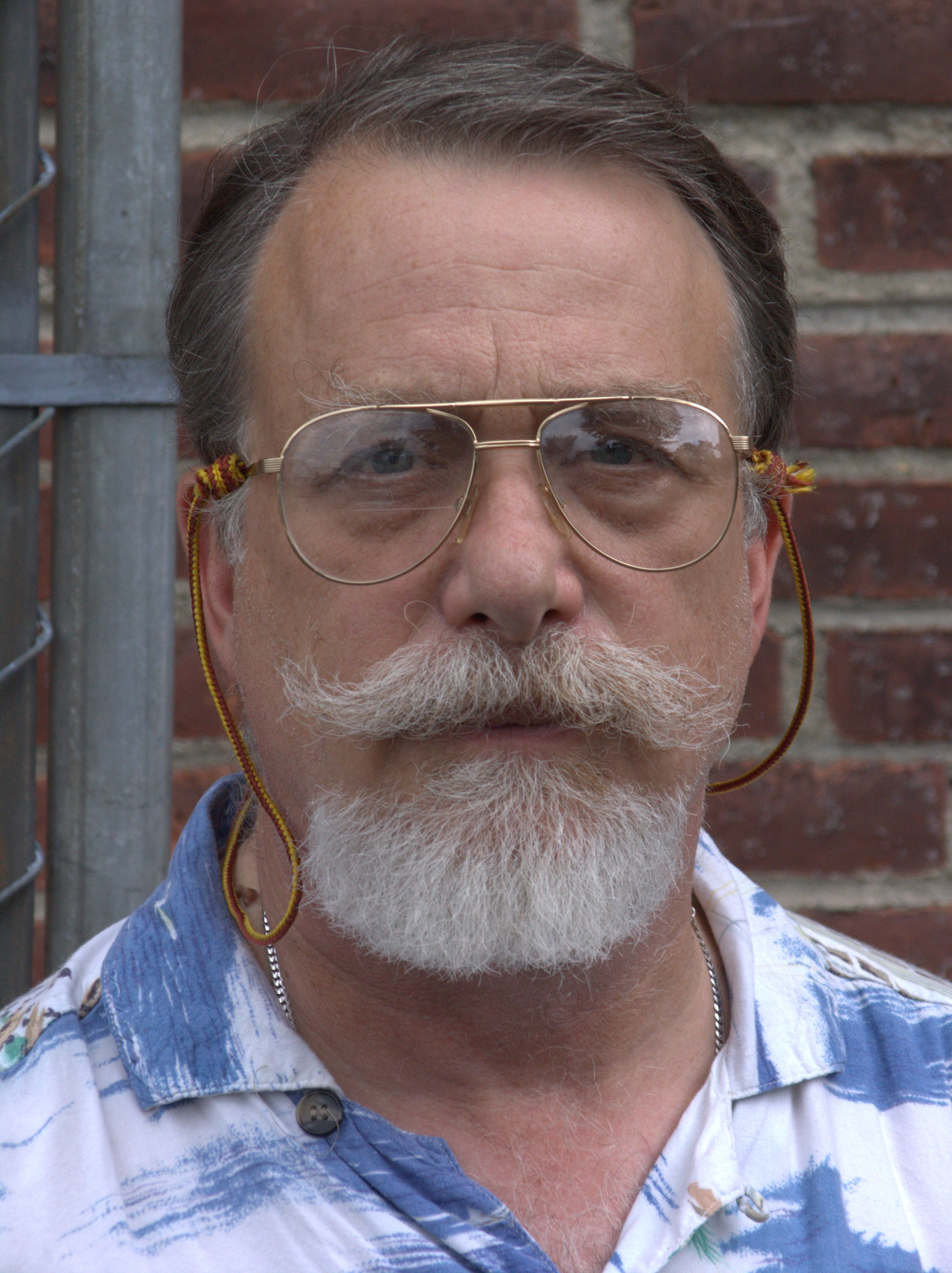
Hugh Gene Loebner

Hugh Gene Loebner (* 26. März 1942; † vor 4. Dezember 2016 in New York City) war ein amerikanischer Soziologe und verdiente Millionen in New York als Hersteller von Theater-Equipment.
Loebner engagierte sich uneigennützig und finanzierend in zwei Feldern:
Zum einen war er der Hauptsponsor des nach ihm benannten Loebner-Preises, einem realen Turingtest, mit dem er die von Alan Turing in seinem legendären Aufsatz „Can Machines think?“, also auf Deutsch „Können Maschinen denken?“, vorgegebene Forschungsrichtung fördern wollte.
Zum anderen galt Loebner als einer der vehementesten Lobbyisten für eine Legalisierung der Prostitution in den USA. Er war unter anderem Verfasser der „Magna Carta for Sex Work“ und „Erfinder“ des „End Sexual Oppression Day“. Für seine Bemühungen wurde er selbst mit zwei Prostituierten-Preisen ausgezeichnet: Loebner war einer von bisher nur zwei Preisträgern des „Aspasia Award“ und erster und wahrscheinlich einziger Empfänger des „Coyote LA“-Preises.